# Gregory Dean
Gregory Paul Dean (Londra, 14 ottobre 1984) è un ballerino britannico, primo ballerino del Balletto Reale Danese dal 2013 al 2025.

## Biografia
Nato a Londra e cresciuto nel Buckinghamshire, ha iniziato a studiare danza a sei anni nell'Hertfordshire e tra il 2000 e il 2003 si è perfezionato alla Tring Park School for the Performing Arts. Ha fatto il suo debutto con il Ballet Vorpommern nel 2003 e, dopo due stagioni con la compagnia tedesca, è stato scritturato dallo Scottish Ballet nel 2005. Ha danzato con la compagnia scozzese per tre stagioni, apparendo in ruoli principali come il Principe nella Cenerentola (Page) e La bella addormentata (Page), Apollo nell'Apollon musagète (Balanchine) e l'eponimo protagonista in Otello (Darrell). All'interno della compagnia ha esordito anche come coreografo con Traume nel 2008.
Nel 2008 si è unito al corps de ballet del Balletto Reale Danese, di cui ha scalato rapidamente i ranghi, venendo promosso a primo solista nel 2011 e a ballerino principale nel 2013. Il suo repertorio con la compagnia annoverava molti dei grandi ruoli maschili, tra cui Siegfried ne Il lago dei cigni (Martins; Hübbe), il principe ne Lo schiaccianoci (Balanchine), Albrecht in Giselle (Hübbe), Désiré ne La bella addormentata (Wheeldon), Romeo in Romeo e Giulietta (Naumeier), Des Grieux ne La Dame aux camélias (Neumeier), James ne La Sylphide (Bournonville) e Hank in Come Fly Away (Tharp). Inoltre ha danzato nelle prime assolute di coreografie di Wheeldon, Aleksej Ratmanskij e Jacopo Godani. Nel 2019 ha realizzato per la compagnia il suo primo balletto in tre atti, una Cenerentola poi entrata nel repertorio del Balletto Reale Danese. Come da tradizione, dopo il quarantesimo compleanno ha dato il suo addio alla compagnia l'8 marzo 2025 danzando come Désiré ne La bella addormentata accanto alla storica partner Ida Praetorius.